# Mesochaete undulata
Mesochaete undulata là một loài rêu trong họ Rhizogoniaceae. Loài này được Lindb. mô tả khoa học đầu tiên năm 1870.